# バットマン フォーエヴァー
『バットマン フォーエヴァー』（BATMAN FOREVER）は、1995年のアメリカ合衆国のスーパーヒーロー映画。製作費1億ドル。日本での公開は1995年6月。

## 概要
前作『バットマン リターンズ』（1992年）からスタッフ・キャストが一新され、それまでの方向性を大きく変えた作品。
バットマン役は『トップガン』のアイスマン役で知名度を上げたヴァル・キルマー。またトミー・リー・ジョーンズ、ジム・キャリー、ニコール・キッドマン、ドリュー・バリモアら豪華キャストが多数起用された。三作続けての出演はマイケル・ガフとパット・ヒングルのみである。
バットスーツやバットモービルなどのメカデザインも一新されている。前作まで監督を務めたティム・バートンは製作のみの参加で、ジョエル・シュマッカーが新たに監督として抜擢された。バットマンが悪と戦う理由や狂人的な悪役の存在などダークな基本設定を引き継ぎつつもファミリー層を意識した明るめの作風になり、前作を超えるヒット作となった。
また、断片的ながらも、ブルースがどのようにしてバットマンとなったのかも描かれている。
また、バットマンのサイドキックであるロビンは、本作が映画シリーズ初登場となる。
第68回アカデミー賞撮影賞、録音賞、音響編集賞ノミネート。

## ストーリー
自分の顔を損傷した事件で自分を助けてくれなかったバットマンに恨みを抱くトゥーフェイス/ハービー・デント（トミー・リー・ジョーンズ）は、街中で暴動を起こしていた。
一方、バットマン＝資産家ブルース・ウェイン（ヴァル・キルマー）の経営するウェイン・エンタープライズでは、エレクトロニクス部門の研究員エドワード・ニグマ（ジム・キャリー）が、テレビ信号を直接人間の脳に送る3Dホログラム装置「BOX」を開発する。しかし脳を人工的に操作するマインドコントロールには倫理上問題があると危惧して、ウェインは融資を拒否。失望して会社を辞めたニグマは、トゥーフェイスと組み強盗で莫大な資金を調達し、ホログラム装置を量産する。ゴッサムシティーでは「BOX」が大ブームとなり、ニグマは大富豪となる。

## 登場人物
ブルース・ウェイン / バットマン
演 - ヴァル・キルマー
大企業家。闇のヒーロー、バットマンでもある。小児病院に多額の寄付をし、ニグマのマインドコントロールを利用した発明を批判し、自殺扱いとなったフレッドの遺族に本来は支払われない保険金を支払うなど人情があるが、緊急事態と思い、ドアを蹴破るなど早計でもある。幼少のトラウマに苛まれチェイスに相談するなどの馴れ初めから仲良くなる。
ハービー・デント / トゥーフェイス
演 - トミー・リー・ジョーンズ
かっては敏腕検事だったが法廷で硫酸をかけられて人格が変容し、怪人となった男。その時の怪我で顔の左半分が焼けただれている。「2」に関連する行動や事件を起こすことが多い。二面性を示すような食事メニューを出す。
エドワード・ニグマ / リドラー
演 - ジム・キャリー
ブルースの会社の研究員。元々、倫理観に欠けており、ブルースに敬意を払っていたものの、マインドコントロールを利用した自身の発明を認めてもらえず、納得がいかなかったことから歪んでしまい、怪人となる。即興で振り付けやダンスをするなど運動神経が良いとみられる部分もあるが、相手にパンチをしたら自分が痛がるなど身体能力は低い。トゥーフェイスのテロをTVで見て興味を持ち、同盟を組む。その後は犯罪で得た資金で会社を設立する。
チェイス・メリディアン
演 - ニコール・キッドマン
カウンセラー。美人と認められる容姿を持つ。異常心理や多重人格の研究をしており、著書も出している。ブルースからも鋭い洞察力と認められている。
ディック・グレイソン / ロビン
演 - クリス・オドネル
バットマンの相棒。サーカス団の空中ブランコ乗りであったがトゥーフェイスのテロにより家族を失い、かたき討ちを目論む。また、その場にいたバットマンのことも家族の死の遠因だと思い、恨んでいた。サーカス団員だけあり、身体能力と運動神経に優れている。偶然、ウェイン家の地下に入り、バットマンに関する知識や技術を手に入れる。そして自分も「バットマン」の活動をしたいとバットマンの相棒になる。
アルフレッド・ペニーワース
演 - マイケル・ガフ
ウェイン家の執事。ブルースから器用と認められている。英国王室にいた過去がある模様。
ジェームズ・ゴードン総監
演 - パット・ヒングル
警察署長。
シュガー
演 - ドリュー・バリモア
トゥーフェイスの愛人。
スパイス
演 - デビ・メイザー
トゥーフェイスの愛人。
フレッド・スティックリー
演 - エド・ベグリー・ジュニア
ウェイン・エンタープライズの研究員。ニグマの非論理的な研究を批判する常識人。ニグマに実験体にされた後に自殺したように装われて高いところから落とされて死亡する。川の流れが速いところに落とされたこともあってか、遺体は上がらなかった模様。

## キャスト
| 役名                                   | 俳優                                    | 日本語吹き替え | 日本語吹き替え                                                                                   | 日本語吹き替え |
| 役名                                   | 俳優                                    | ソフト版 | テレビ朝日版 （吹替補完版）                                                                      |                |
| -------------------------------------- | --------------------------------------- | --- | ------------------------------------------------------------------------------------------------ | -------------- |
| ブルース・ウェイン / バットマン        | ヴァル・キルマー                        | 竹中直人 | 小杉十郎太                                                                                       |                |
| ハービー・デント / トゥーフェイス      | トミー・リー・ジョーンズ                | 菅生隆之 | 小林清志                                                                                         |                |
| エドワード・ニグマ / リドラー          | ジム・キャリー                          | 島田敏 | 古川登志夫                                                                                       |                |
| チェイス・メリディアン博士（精神科医） | ニコール・キッドマン                    | 田中敦子 | 深見梨加                                                                                         |                |
| ディック・グレイソン / ロビン          | クリス・オドネル                        | 宮本充 | 山路和弘                                                                                         |                |
| アルフレッド・ペニーワース             | マイケル・ガフ                          | 松岡文雄 | 内田稔 （御友公喜）                                                                              |                |
| ジェームズ・ゴードン総監               | パット・ヒングル                        | 緒方賢一 | 藤本譲                                                                                           |                |
| シュガー                               | ドリュー・バリモア                      | 日野由利加 | 冬馬由美                                                                                         |                |
| スパイス                               | デビ・メイザー                          | | 紗ゆり （大塚さと）                                                                              |                |
| フレッド・スティックリー               | エド・ベグリー・ジュニア                | 城山堅 | 千田光男                                                                                         |                |
| バートン博士                           | ルネ・オーベルジョノワ                  | 城山堅 | 千田光男                                                                                         |                |
| 銀行のガードマン                       | ジョー・グリファシ                      | | 古田信幸                                                                                         |                |
| アシスタント                           | ジョン・ファヴロー （カメオ出演）       | |                                                                                                  |                |
| 幹部社員                               | マイケル・ポール・チャン （カメオ出演） | |                                                                                                  |                |
| ニュースキャスター                     | ドン・ウィルソン （カメオ出演）         | |                                                                                                  |                |
| その他                                 | N/A                                     | 朝倉佐知 仲野裕 秋元羊介 後藤敦 大黒和広 宮寺智子 滝沢久美子 天田益男 金野恵子 家中宏 棚田恵美子 柳沢栄治 小野英昭 | 雨蘭咲木子 寺瀬今日子 岡本章子 石井康嗣 伊藤栄次 中博史 簗瀬哲 乃村健次 藤巻恵理子 花田光 堀川仁 |                |
| 日本語版制作スタッフ                   |                                         | |                                                                                                  |                |
| 演出                                   | 演出                                    | 蕨南勝之 | 福永莞爾 （佐藤敏夫）                                                                            |                |
| 翻訳                                   | 翻訳                                    | 石田泰子 | 久保喜昭 （平田勝茂）                                                                            |                |
| 効果                                   | 効果                                    | | リレーション                                                                                     |                |
| 調整                                   | 調整                                    | 新井保雄 | 山田太平                                                                                         |                |
| 音響制作                               | 音響制作                                | 相原正之 中西真澄                                                                                                  |                                                                                                  |                |
| プロデューサー                         | プロデューサー                          | 貴島久祐子 | 高橋由佳                                                                                         |                |
| 制作                                   | 制作                                    | ワーナー・ホーム・ビデオ プロセンスタジオ                                                                          | ムービー テレビジョン（ブロードメディア）                                                        |                |
| 初回放送                               | 初回放送                                | | 1998年2月22日 『日曜洋画劇場』                                                                   |                |

- テレビ朝日版は2014年12月13日にWOWOWでカット部分（約25分[4]）を追加録音した「吹替補完版」が放送。2024年5月11日に『サタ☆シネ』で放送されたが、番組表等では声優の表記はソフト版のものだった[5]。実際に放送された際は音源及びエンドクレジットはテレビ朝日版の物だった。

## スタッフ
- 監督：ジョエル・シュマッカー
- 音楽：エリオット・ゴールデンサール
- 脚本：アキヴァ・ゴールズマン＆リー・バチェラー＆ジャネット・スコット・バチェラー
- 製作：ティム・バートン＆ピーター・マクレガー＝スコット
- キャラクター原案：ボブ・ケイン
- 主題歌：Seal『Kiss from a Rose』、U2『Hold Me, Thrill Me, Kiss Me, Kill Me』

## 配役
かつてティム・バートンが監督としての企画が存在したころ、リドラー役にはロビン・ウィリアムズで、ロビン役にはマーロン・ウェイアンズが打診されていた。ウェイアンズに至っては衣装合わせまで行ったとのこと。しかしバートンが降板したことでその企画も消滅した。
ロビン役を検討していた製作サイドは、ロビン役にクリスチャン・ベールも検討していたものの、結局クリス・オドネルが同役を演じることになるが、ベールは後にクリストファー・ノーラン監督の同作品においてブルース・ウェインを演じている。

## 小ネタ
- 終盤でアーカム精神病院に登場する医師のモデルは、前作と前々作の監督ティム・バートン。エンドクレジットの役名には「Dr.Burton（バートン博士）」と記載されている。演じた俳優はルネ・オーベルジョノワ。
- 今作に登場する眼鏡をかけた中年の女性記者を演じているのは、『バットマン』の原作者であるボブ・ケインの妻だったエリザベス・サンダース。彼女は次回作である『バットマン&ロビン Mr.フリーズの逆襲』にも同役で出演している。
- ハロウィンでウェイン邸にお菓子をもらいに来る子どもの内の一人は、ティム・ロビンスとスーザン・サランドンの息子。
- バットマンファンである竹中直人はワーナーにバットマンを吹き替えたいと直接頼み込み、ソフト版の日本語吹き替えを担当することになった。
- 吹き替えでリドラーを演じる島田敏は、水曜ロードショーで『バットマン オリジナル・ムービー』が放送された際にはロビンを演じていた。また、同時に日曜洋画劇場版でフレッドを演じる千田光男はリドラーを演じている。